# Chery Arrizo GX
La Chery Arrizo GX (codice progettuale M1D) è una autovettura berlina prodotta dal 2018 dalla casa automobilistica cinese Chery Automobile.

## Storia
La Arrizo GX è una berlina di classe media (segmento C) che si posiziona all'interno della gamma del costruttore tra la più compatta Arrizo 5 e la grande Arrizo 7. È stata sviluppata a partire dalla Arrizo 5 riprendendone lo stesso telaio di base e lo stesso scheletro della carrozzeria ma possiede motorizzazioni e un design sia esterno che dell’abitacolo inedito. 
Esteticamente è stata differenziata dalla sorella compatta introducendo il nuovo family feeling stilistico della casa con il muso caratterizzato dalla grande calandra nera a forma di X che si estende dai fanali fino ai paraurti inferiori, i gruppi ottici e i fendinebbia sono a LED, inedito anche il portellone posteriore con una fascia cromata che intercorre orizzontalmente. Le portiere sono rimaste le stesse dell’Arrizo 5 ma sono state cambiate le cornici cromate lungo l’arco dei finestrini. Il coefficiente di resistenza aerodinamica è stato ridotto a 0,28. 
L’abitacolo è tutto nuovo sia nello scheletro della plancia che nell'impostazione che prevede l’eliminazione di quasi tutti i pulsanti lasciando solo quello essenziali, i principali comandi fanno parte del nuovo sistema di infotainment a 7 pollici con schermo touchscreen con integrati navigatore, videocamera a 360 gradi, autoradio e connettività internet 4G, bluetooth, wi-fi, Apple CarPlay e Android Auto. I comandi del clima sono integrati in un secondo schermo LCD touchscreen a 8 pollici. La strumentazione è mista con due quadranti circolari per tachimetro e contagiri e in mezzo uno schermo LCD a 9 pollici che può riprodurre il navigatore o altre funzioni del sistema multimediale come la retrocamera. 
La presentazione della vettura è avvenuta al Salone di Pechino nell’aprile 2018 mentre le vendite in Cina sono partite dall’ottobre dello stesso. Dal 2019 viene esportata anche in Medio Oriente e America Latina dove viene ribattezzata Chery Arrizo 6.

## Meccanica
Lunga 4,72 metri la vettura è basata su di un telaio di tipo modulare (piattaforma M1X) a trazione anteriore e possiede sospensioni anteriori a ruote indipendenti McPherson e posteriori a ruote interconnesse con ponte torcente e barra stabilizzatrice. I freni anteriori sono a disco ventilati e i posteriori a disco. 
Di serie tutti i modelli disponevano di sei airbag, ABS ed EBD, controllo di stabilità e di trazione. La scocca è realizzata con acciai ad alta resistenza da 1600 MPa nella zona frontale e nei montanti A e B, e con acciai a deformazione programmata nel restante dello scheletro. 
La gamma motori al debutto era composta dal quattro cilindri benzina 1.5 Acteco 16 valvole erogante 118 cavalli nella versione aspirata e 156 cavalli nella versione turbo a iniezione diretta abbinato ad un cambio manuale a 5 rapporti o automatico CVT con possibilità di impostare nove rapporti nella modalità sequenziale.
Nel 2019 si aggiunge un terzo motore 1.6 a benzina Acteco TGDI turbo a iniezione diretta 16V erogante 196 cavalli e abbinato ad una nuova trasmissione automatica a doppia frizione a sette rapporti prodotta da Getrag.